# Боронин, Михаил Петрович
Михаи́л Петро́вич Боро́нин (непр. Воронин 1914—1944) — советский лётчик морской минно-торпедной авиации во время Великой Отечественной войны, Герой Советского Союза (22.02.1944). Гвардии лейтенант (26.10.1943).

## Биография
Родился 10 ноября 1914 года в деревне Торбеевка (ныне в черте посёлка городского типа Ромоданово Республики Мордовия) в семье крестьянина. Отец — Боронин Пётр Павлович, мать — Боронина Надежда Егоровна. Русский. Окончил Ромодановскую среднюю школу. В 1938 окончил Уральский индустриальный институт им. С. М. Кирова. Во время учёбы в институте занимался также и в аэроклубе. Работал начальником смены и помощником начальника мартеновского цеха Алапаевского металлургического завода. В начале 1940-х годов его семья переехала в г. Алатырь.
В ВМФ СССР с 15 июня 1941 года, когда он был призван на учебные сборы. После начала Великой Отечественной войны направлен для прохождения специальной подготовки воздушного стрелка-бомбардира в 1-й запасной авиационный полк ВВС ВМФ (Саранск).
На фронтах Великой Отечественной войны с сентября 1942. С этого времени — воздушный стрелок-бомбардир 22-го морского разведывательного авиационного полка ВВС Северного флота. С февраля по июль 1943 года проходил переобучение в 3-м запасном авиационном полку ВВС ВМФ (Тайнча, Северо-Казахстанская область) по специальности штурмана.
С июля 1943 года воевал штурманом экипажа и штурманом звена 9-го гвардейского минно-торпедного авиационного полка в экипаже гвардии капитана Н. И. Зайцева. Летал на самолёте А-20 «Бостон».
Штурман звена 9-го гвардейского минно-торпедного авиационного полка (5-я минно-торпедная авиационная дивизия ВВС ВМФ) ВВС Северного флота гвардии лейтенант Боронин к концу января 1944 совершил 22 боевых вылета штурманом экипажа. Его экипажем потоплены 2 транспорта и танкер врага, в группе — один транспорт и сторожевой корабль.
Указом Президиума Верховного Совета СССР «О присвоении звания Героя Советского Союза офицерскому и сержантскому составу Военно-Морского флота» от 22 февраля 1944 года за «образцовое выполнение боевых заданий командования на фронте борьбы с немецкими захватчиками и проявленные при этом отвагу и геройство» удостоен звания Героя Советского Союза с вручением ордена Ленина и медали «Золотая Звезда».
Член ВКП(б) с 1944 года.
11 мая 1944 года при нанесении бомбового удара по конвою противника в районе мыса Хибергнесет (Северная Норвегия) был сбит ответным огнём и утонул в море.

## Награды
- Медаль «Золотая Звезда» Героя Советского Союза (22 февраля 1944 года)
- Орден Ленина (22 февраля 1944 года)
- Два ордена Красного Знамени (30 ноября 1943 года, 27 января 1944 года)
- Орден Отечественной войны II степени (26 октября 1943 года)

## Память
- Бюст М. П. Боронина, в числе 53-х лётчиков-североморцев, удостоенных звания Героя Советского Союза, установлен в пос. Сафоново на Аллее Героев около музея ВВС Северного флота.
- Памятник Герою установлен в г. Алатырь в Чувашии.
- В память о М.П. Боронине на зданиях школы в пгт Ромоданово, мартеновского цеха в г. Алапаевск и на доме на его родине установлены мемориальные доски.
- В Екатеринбурге имя Героя увековечено на обелиске в честь Героев Советского Союза, которые учились и работали в УГТУ–УПИ.
- Его имя носили пионерские дружины Алтышевской средней школы Чувашии и Красноузелской средней школы Мордовии, большой морозильный рыболовный траулер (в строю до 2012 года).
- Именем М.П. Боронина названы улицы в Алатыре и в пгт. Ромоданово.
- Его имя носит кафедра Воздушно-космических сил Военно-учебного центра Уральского Федерального Университета.

## Комментарии
1. ↑  Деревня Торбеевка вошла в черту пгт. Ромоданово — ныне райцентр в Республике Мордовия[4].